# Каменное (Херсонская область)
Каменное (укр. Кам'яне) — село в Великоалександровской поселковой общине Бериславского района Херсонской области Украины.
Почтовый индекс — 74116. Телефонный код — 5532. Код КОАТУУ — 6520984305.

## Население
Население по переписи 2001 года составляло 99 человек.

### Языковой состав
Родной язык населения по данным переписи 2001 года:
| Язык       | Численность, чел. | Доля     |
| ---------- | ----------------- | -------- |
| Украинский | 97                | 97,98 %  |
| Русский    | 1                 | 1,01 %   |
| Молдавский | 1                 | 1,01 %   |
| Итого      | 99                | 100,00 % |

## Местный совет
74116, Херсонская обл., Великоалександровский р-н, с. Староселье, ул. Мира, 46